# عقیب (روستا)
 عقیب  به عربی ( عَقیب )، روستایی است در دهستان وراق از توابع استان اِب در کشور یمن در شبه جزیره عربستان.

## جمعیت
جمعیت آن ( ۹۹) نفر (۱۳ خانوار) می‌باشد.